# MINUJUSTH

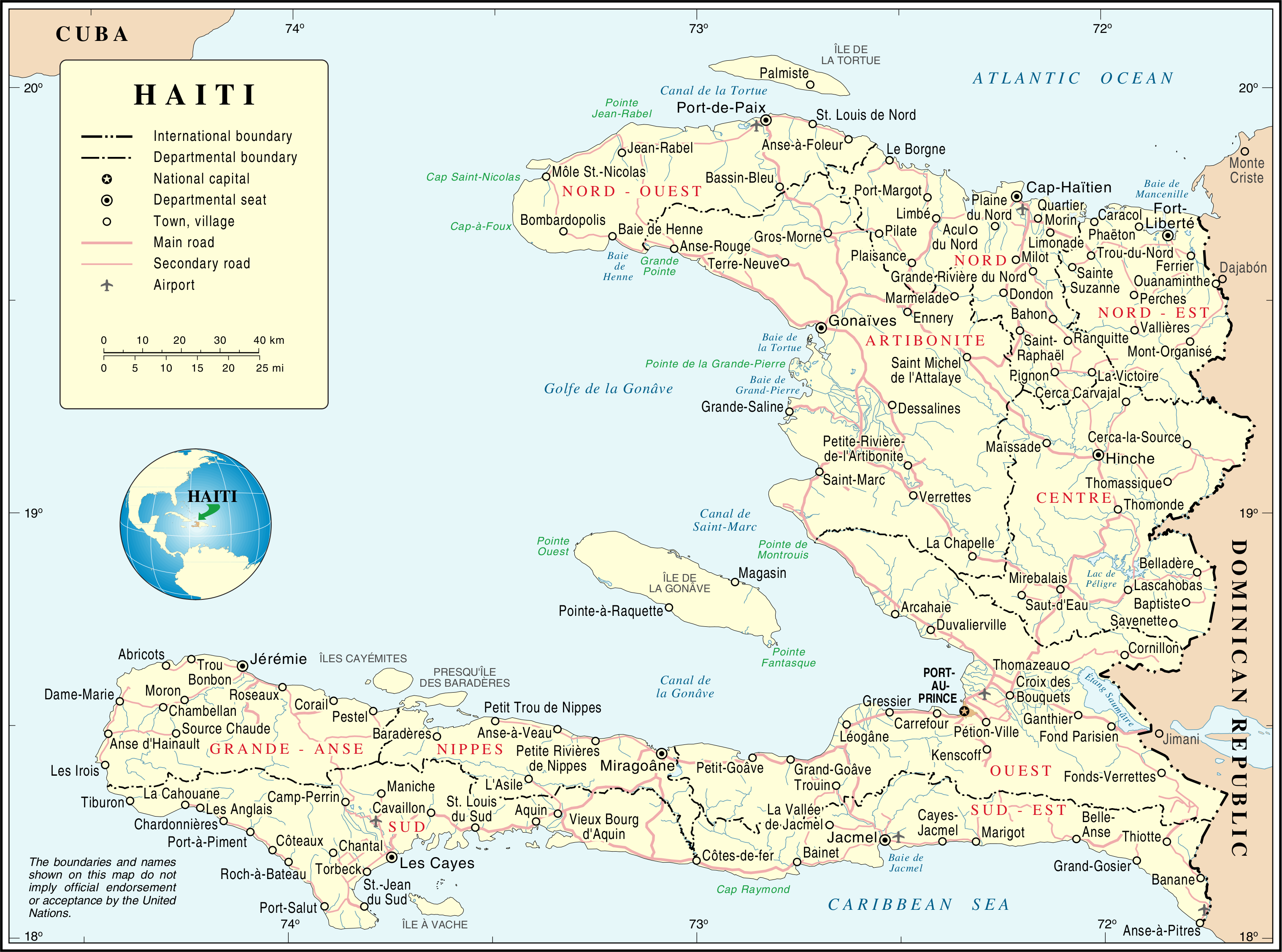
Haïti.

De Missie van de Verenigde Naties voor de Ondersteuning van Justitie in Haïti, officieel de United Nations Mission for Justice Support in Haiti of afgekort tot MINUJUSTH, was een vredesmacht van de Verenigde Naties die de overheid in Haïti hielp met het verbeteren van de ordehandhaving.

## De missie
MINUJUSTH werd op 13 april 2017 gecreëerd door resolutie 2350 van de VN-Veiligheidsraad ter vervanging van de MINUSTAH-vredesmacht. Resolutie 2410 van 10 april 2018 verlengde de missie met een jaar. Een jaar later verlengde resolutie 2466 de vredesmacht met een half jaar, waarop ze werd vervangen door de politieke missie BINUH. Het mandaat bestond erin de Haïtiaanse overheid bij te staan met het verbeteren van het rechtsstelsel, het gevangeniswezen, het opbouwen van de eigen Nationale Politie en toezien op de mensenrechten.
De missie begon met 980 manschappen in zeven politie-eenheden en 295 agenten, afkomstig uit Bangladesh, Jordanië, India, Nepal, Rwanda en Senegal onder leiding van vice-speciaal vertegenwoordiger Mamadou Diallo. In november 2017 benoemde secretaris-generaal António Guterres de Amerikaanse Susan Page tot speciaal vertegenwoordiger in Haïti en hoofd van de missie. Zij werd in augustus 2019 opgevolgd door haar landgenote Helen La Lime. Eind 2019 werden twee van de politie-eenheden teruggetrokken.

## Achtergrond
Haïti werd sedert de jaren 1990 geplaagd door politieke chaos, corruptie en rebellen. In 2004 stuurden de Verenigde Naties de MINUSTAH-vredesmacht naar het land om er de orde te handhaven, nadat de regering van Jean-Bertrand Aristide omver was geworpen door een staatsgreep. In 2010 verergerde de situatie verder nadat een zware aardbeving grote schade veroorzaakte. Begin oktober 2016 werd het land ook nog eens zwaar getroffen door orkaan Matthew.
Er waren al verschillende schandalen geweest rond de vredesmacht in Haïti. Zo werden in 2007 een honderdtal blauwhelmen uit Sri Lanka weggestuurd na beschuldigingen over seksueel misbruik van minderjarigen. In 2011 zouden vijf blauwhelmen uit Uruguay iemand hebben aangerand, maar zij werden vrijgesproken omdat het slachtoffer onvindbaar was. Daarnaast hadden Nepalese blauwhelmen in 2010 een cholera-epidemie veroorzaakt, en zagen Haïtianen de vredesmacht steeds meer als een bezettingsmacht.